# Volvo 66
De Volvo 66 is een compacte auto gemaakt door Volvo in de voormalige DAF-fabriek in het Limburgse Born tussen 1975 en 1980. De 66 is een verbeterde versie van de DAF 66, na de overname van DAF-Born door Volvo. De 66 is geleverd in een sedan en stationwagen-versie. De Daf 66 Coupé werd door Volvo niet voortgezet.
Belangrijkste wijzigingen aan het ontwerp van Giovanni Michelotti hadden betrekking op de eisen aan de passieve veiligheid van Volvo. Opvallend waren de dikkere bumpers, een nieuw 'schakelpatroon' met neutrale stand naast voor- en achteruit, nieuwe stoelen en een veiliger stuurwiel, maar ook onderhuids had de auto enkele verbeteringen ondergaan. De 66 was uitgerust met een 45 PK 1100 cc-"Cleon-Fonte" motor van Renault en een Variomatic-automaat, de topsnelheid was officieel 134 km/u. Een speciale versie, de 66 GL, had een 55 PK 1300 cc-motor, verstralers en een iets rijkere uitrusting. Zijn topsnelheid was 145 km/u. Er is ook veel geëxperimenteerd met zwaardere motoren, tot zelfs de Gordini-motor uit de Alpine.
De oorspronkelijk door DAF ontwikkelde, maar nooit tot productie gekomen DAF 77, werd door Volvo verbeterd en in productie genomen als Volvo 343. De laatste Volvo 66's werden in 1981 op kenteken gezet. Vandaag de dag is de Volvo 66 tamelijk zeldzaam geworden. Veel exemplaren zijn in de loop der jaren gebruikt voor de befaamde achteruitrijraces.

## Galerij

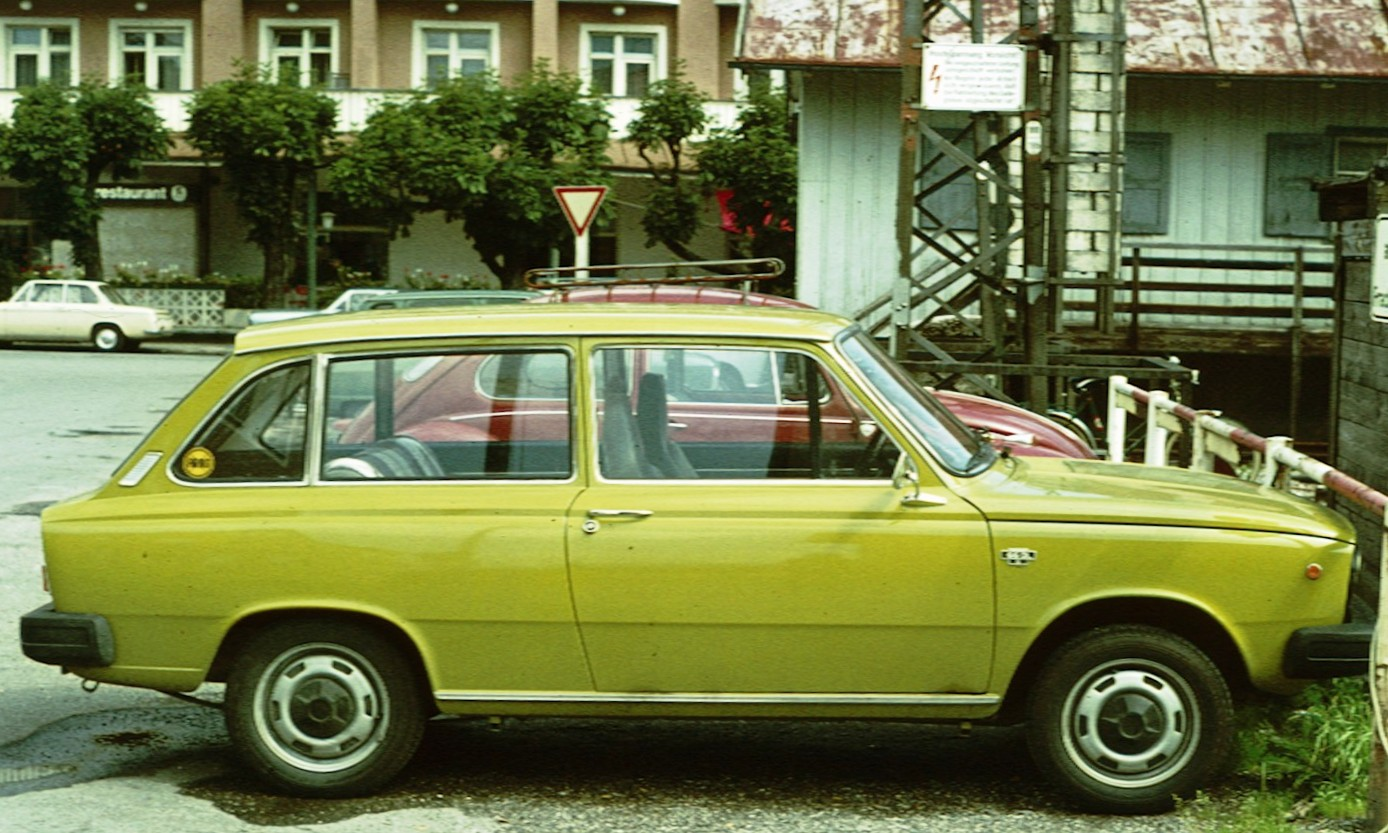
DAF 66 Kombi
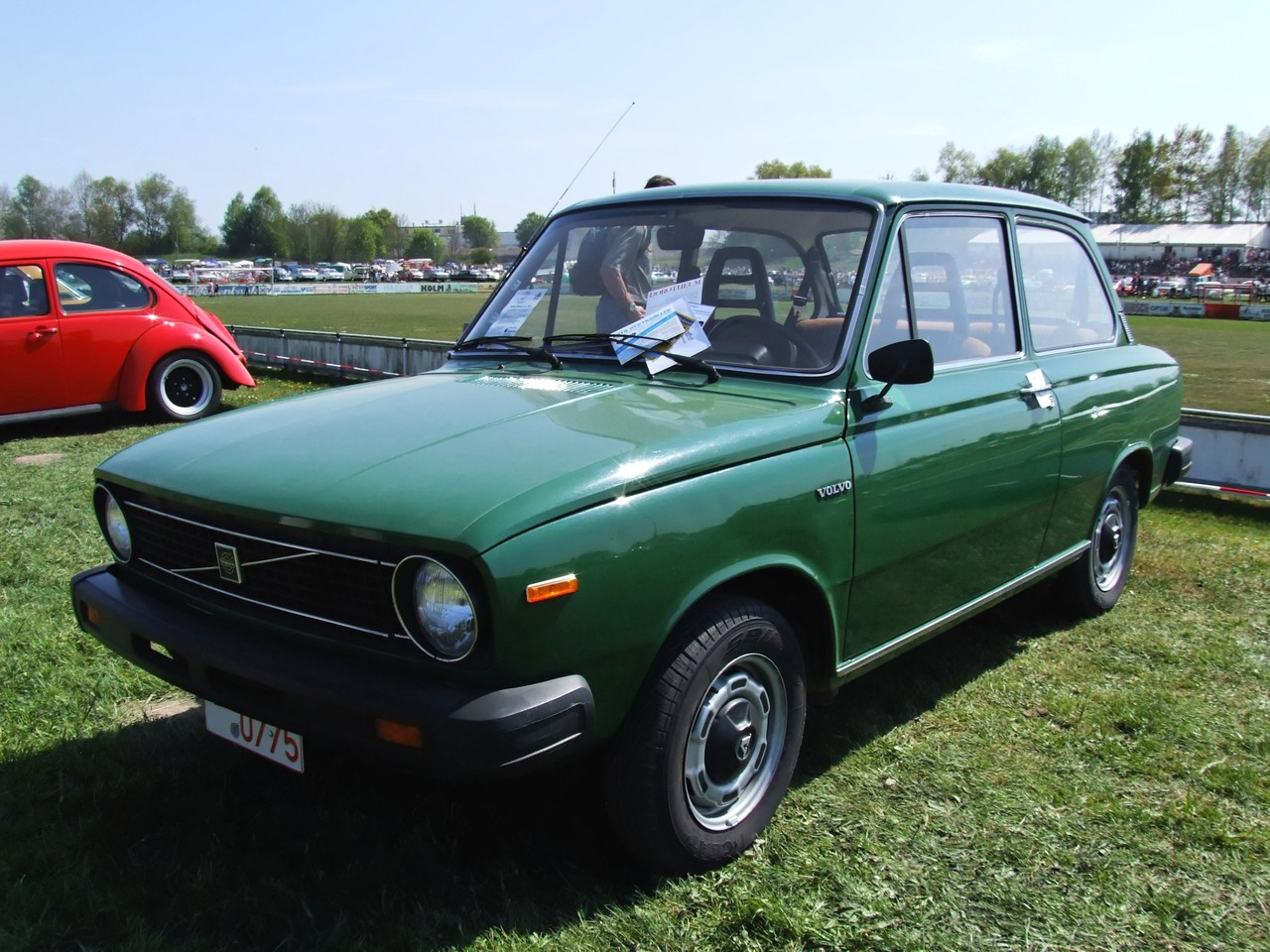
Volvo 66 DL
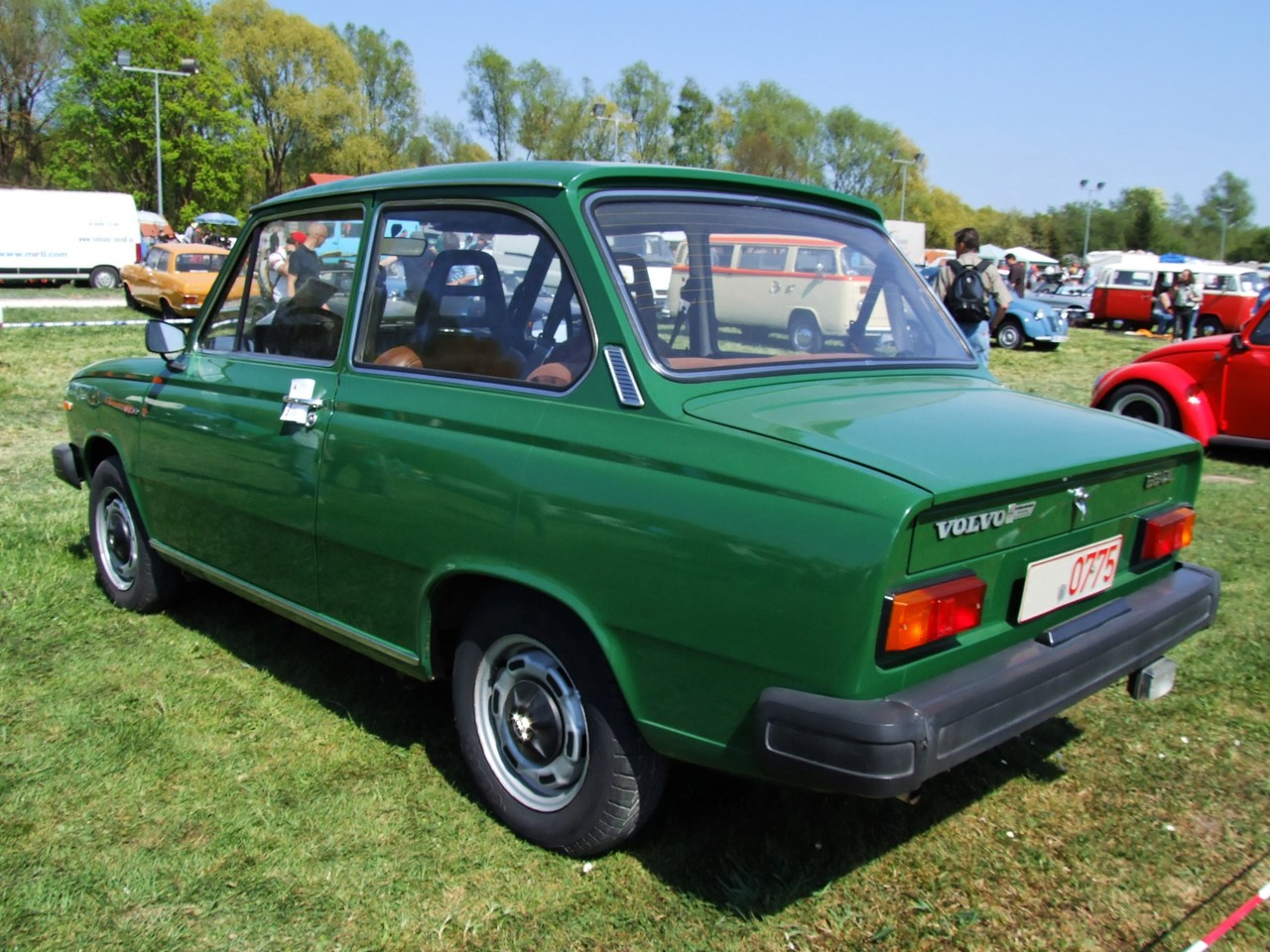
Volvo 66 DL

Huidige modellen:
EC40 · 
EX30 · 
S60-V60 · 
S90-V90 · 
XC40 · 
XC60 · 
XC90 · 
EX90
Modellen geïntroduceerd na 1965:
100-serie · 
164 · 
200-serie · 
262C · 
66 ·
300-serie · 
400-serie ·
480 ·
700-serie · 
850 · 
900-serie · 
C30 · 
C70 · 
S40 · 
S70 · 
S80 · 
V40 ·
V40 Classic ·
V50 · 
V70-XC70
Modellen geïntroduceerd voor 1965:
ÖV4 · 
PV4 · 
PV650-serie ·
TR670-serie ·
PV36 ·
PV800-serie ·
PV50-serie · 
PV444 ·
PV60 ·
Duett ·
P1900 ·
Amazon · 
PV544 ·
P1800
Conceptauto's:
Philip ·
VESC ·
ECC ·
YCC ·
ReCharge ·
Concept You